# Борго а Каша (Фиренца)
Борго а Каша је насеље у Италији у округу Фиренца, региону Тоскана.
Према процени из 2011. у насељу је живело 49 становника. Насеље се налази на надморској висини од 298 м.